# Триртутьнеодим
Триртутьнеодим — бинарное неорганическое соединение
неодима и ртути
с формулой Hg3Nd,
кристаллы.

## Получение
- Растворение стехиометрических количеств неодима в парах ртути:

{\displaystyle {\mathsf {Nd+3Hg\ {\xrightarrow {410^{o}C}}\ Hg_{3}Nd}}}

## Физические свойства
Триртутьнеодим образует кристаллы
гексагональной сингонии,
пространственная группа P 63/mmc,
параметры ячейки a = 0,6695 нм, c = 0,4929 нм, Z = 2,
структура типа кадмийтримагния CdMg2
.
Соединение образуется по перитектической реакции при температуре 410°C 
(800°C ).